# Carvalho de Rei
Carvalho de Rei is een plaats (freguesia) in de Portugese gemeente Amarante en telt 198 inwoners (2001).